# Iguana iguana melanoderma
La iguana negra de Saba (Iguana iguana melanoderma) es una subespecie de la iguana verde, endémica de las islas de Saba, y Montserrat. Evidencia externa la sitúa también en otras partes del Caribe. Fue descrita en 2020, originalmente como una especie distinta de la iguana verde,  pero su posición en el árbol filogenético y su similitud genética con otras subespecies de I. iguana hace que el estado subespecífico sea más apropiado.

## Descripción

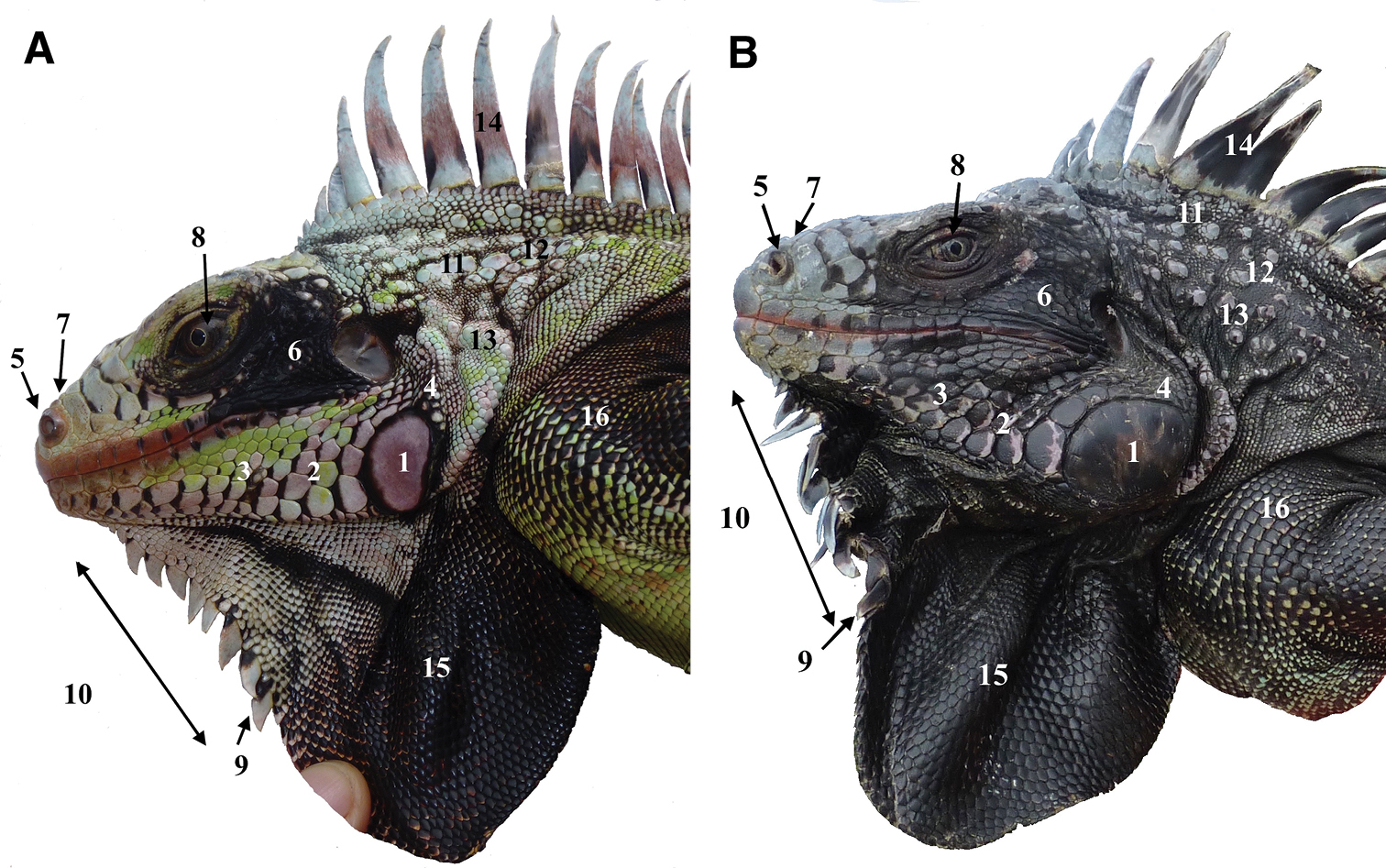
Comparación de rasgos morfológicos de la cabeza entre un macho adulto joven y un macho adulto viejo de I. i. melanoderma.

Anteriormente se consideraba que los ejemplares de la iguana negra de Saba representaban individuos con melanismo de la iguana verde común. Posteriormente se reclasificó como una subespecie distinta en función de una serie de distinciones genómicas (alelos de microsatélites privados y haplotipos ND4 mitocondriales únicos) y características morfológicas consistentes.
La iguana negra de Saba cuenta con un fenotipo melanístico distintivo, con una papada negra, grandes púas dorsales, enormes escamas tuberculosas en la nuca y la ausencia de las protuberancias, comúnmente conocidas como cuernos, en el hocico. Una evaluación reciente de la población de Saba indicó que solo un pequeño porcentaje de todos los adultos desarrollan melanismo total. A pesar de la presencia total o no de melanismo, todos los ejemplares cuentan con una gran mancha negra entre el ojo y el tímpano.

## Distribución

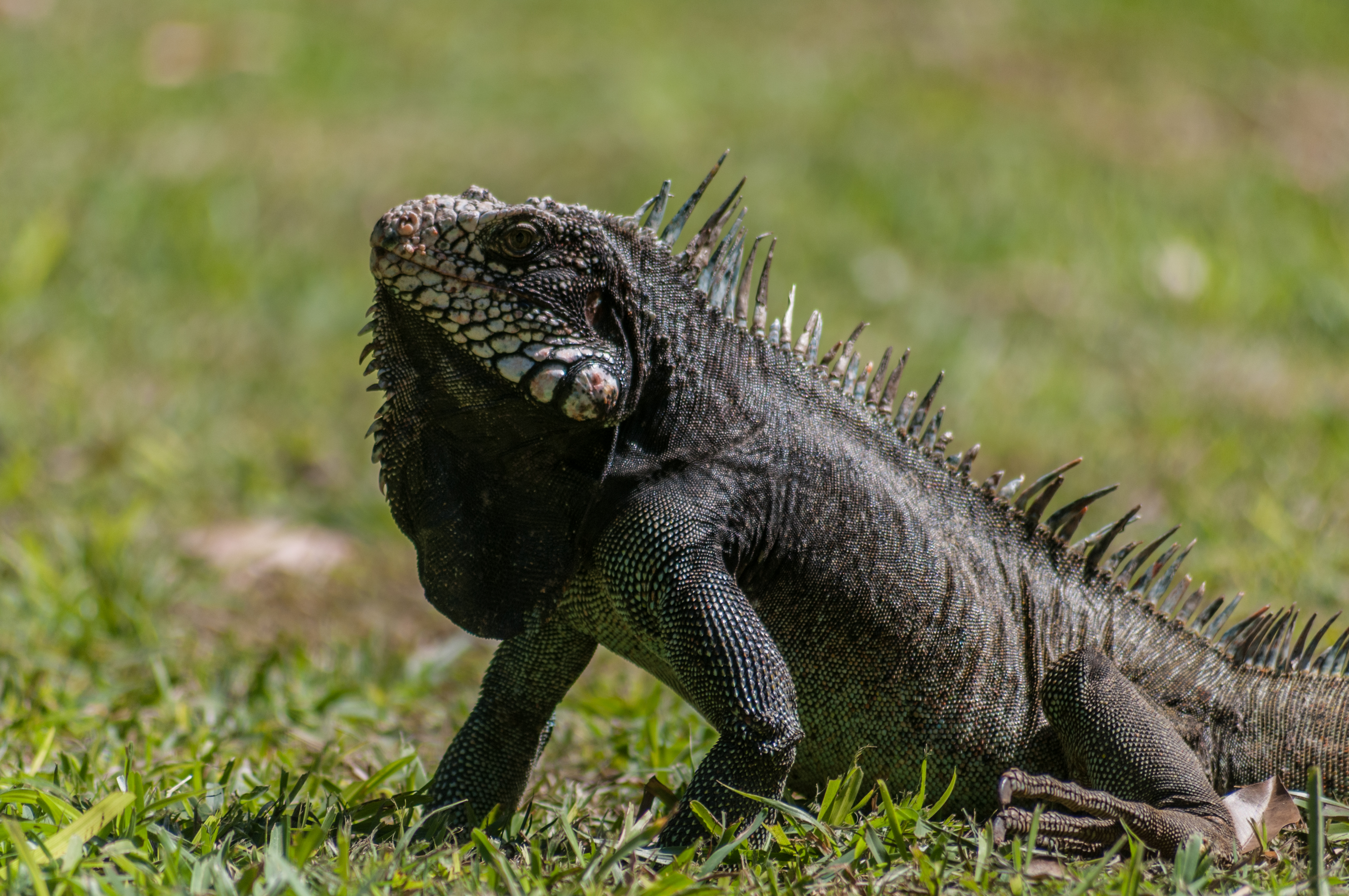
Un miembro de la supuesta población venezolana, que puede ser la población de origen de la subespecie.

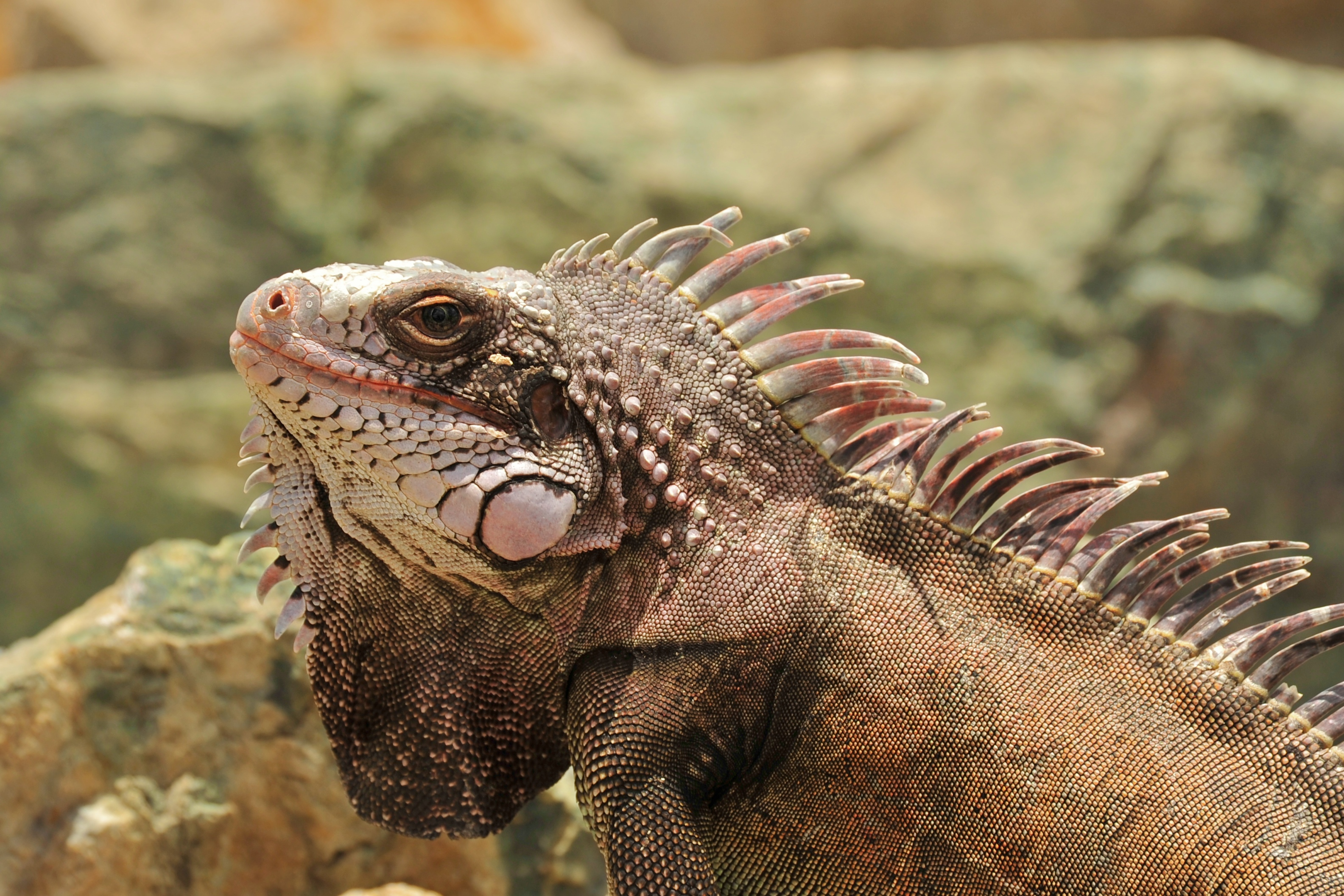
Un ejemplar de la población de las Islas Vírgenes, en Santo Tomás.

La subespecie muestra una distribución discontinua muy inusual. Las poblaciones se encuentran en Montserrat y Saba, así como en las Islas Vírgenes y la isla de Vieques, y en el norte de Venezuela, incluidos varios islotes costeros, así como la vecindad continental de Cumaná. La distribución continental no ha sido bien definida. Una noticia indicó que se cree que la especie también estuvo presente en Redonda.
Conocimientos genéticos recientes confirman que las casi indistinguibles iguanas melanísticas  (en comparación a las de Saba y Montserrat) tienen haplotipos mitocondriales idénticos a las de esas dos poblaciones de las Antillas Menores.
Se teoriza que la población no analizada de Venezuela, es la población de origen de I. i. melanoderma, en dónde la subespecie se separó de las otras. Se han propuesto tres eventos de dispersión; uno de la costa de Venezuela a Saba o Montserrat (siendo Montserrat más probable si la dispersión fue natural), una segunda dispersión precolombina de una de estas dos islas a la otra, y una tercera a Puerto Rico y las Islas Vírgenes. Estos eventos de dispersión pueden haber ocurrido a partir de dispersiones naturales, transporte e introducción por parte de nativos americanos o por colonos europeos, o incluso por ambos. Como partes de su área de distribución pueden haber sido facilitadas por el transporte humano, su extraña distribución discontinua puede no ser del todo natural en su origen.